# Publius Licinius Tegula
Publius Licinius Tegula war ein römischer Hymnendichter republikanischer Zeit.
Seine genauen Lebensdaten sind unbekannt, doch wird er von Titus Livius als Verfasser eines durch die Decemviri sacris faciundis bestellten Sühneliedes, eines carmen, anlässlich eines im Jahr 200 v. Chr. eingetretenen Prodigiums genannt. Dieses üble Vorzeichen in Form einer Zwittergeburt wiederholte das 207 v. Chr. eingetretene Prodigium. Zu dessen Sühnung hatte Livius Andronicus den Auftrag erhalten, ein entsprechendes Lied zu verfassen, das durch neun Jungfrauen aufgeführt wurde.
Licinius Tegula hatte seine Blüte folglich um 200 v. Chr. und ist neben Livius Andronicus der einzige namentlich bekannte Dichter dieser Gattung von Chorlyrik hymnischen Charakters. Möglicherweise gehörte er zur Klientel des Pontifex Maximus und Konsuls des Jahres 205 v. Chr., Publius Licinius Crassus Dives.
Wohl nicht gleichzusetzen ist Licinius Tegula mit dem Palliatendichter Licinius Imbrex, der zur gleichen Zeit wirkte. Zwar sind Tegula und Imbrex zwei antike Dachziegelformen, in ihrer Funktion sind sie jedoch zu verschieden, um synonym gebraucht werden zu können. Aufgabe derartiger Beinamen war aber die Unterscheidung namensgleicher Zeitgenossen. Imbrex und tegula haben im Bereich des Theaterwesens jedoch eine weitere Bedeutung und kennzeichnen die Art des gespendeten Applaus: tegula mit flachen Händen, imbrex mit hohlen Händen. Die verwandten und doch verschiedenen Beinamen könnten bei Personen, die für die Bühne und den öffentlichen Auftritt schufen, hierauf anspielen.